# Cueta transvaalensis
Cueta transvaalensis är en insektsart som beskrevs av Navás 1914. Cueta transvaalensis ingår i släktet Cueta och familjen myrlejonsländor. Inga underarter finns listade i Catalogue of Life.